# Amata ogovensis
Amata ogovensis là một loài bướm đêm thuộc phân họ Arctiinae, họ Erebidae.